# Каміння (Дніпро)
Каміння — давній район Половиці на березі Дніпра. Розтащований між Ливарною вулицею й схилом пагорбу Нагірного району. Каміння - це піднесена частина міста, розташована на березі Дніпра і веде до Потьомкінських саду. 
Входить до Соборного району Дніпра.

## Історія
Каміння є однією з найдавніших місцин міста Дніпро, місце міста-замку 10-13 сторіччя середньовічного міста християнської доби Київської Русі Монастирська. Грецький монастир на Монастирському острові з містечком на протилежному березі у сучасних Каміннях грав роль християнського центра, на шляху з християнської метрополії України — Візантії до нового місіонерського центру — Києва.
Каміннями називали місцевість від Ливарної вулиці до Потемкінського саду (сучасний парк Шевченка), - прибережну частину, що круто повертала догори. Прокладені тут вулички є рядом крутих підйомів відомі під назвою Мусманська гора (мимо губернської земської управи), Нової вулиці (сучасна вулиця Архітектора Дольника)  та Каміннів.
Будинки на Каміннях розплановані неправильно й стоять на окремих терасах. Вся вулиця порізана рядом вуличок, що ведуть до берега й огорожі Потемкінського саду. Берег носить на собі всі сліди гірської породи. У цьому місці Дніпро прориває Карпатську гряду. Ось чому, починаючи звідси, берег скелеватий й усіяний дрібними й гострими каменями. Від Каміннь вгору йде ряд мальовничих, розташованих на швейцарський лад, вулиць.
Дореволюційна забудова, яка почала утворюватися ще у 1830-х роках, була знищена наприкінці 1990-х (до 2001 р.) для очищення місця під сучасну "елітну" багатоповерхову забудову.

## Вулиці Каміннь
Вулиці:
- Ливарна вулиця,
- Січеславська набережна,
- Крутогірний узвіз,
- Тіснокам'яний провулок,
- Струківський узвіз,
- вулиця Поля,
- Колодязна вулиця,
- Барнаульська вулиця,
- вулиця Архітектора Дольника.

На березі розташовано Фестивальний майдан.

## Будівлі
Тут знаходиться:
- Дніпровська музична консерваторія імені Глінки (вулиця Ливарна 10),
- ДніпроВНІПІенергопром (вулиця Барнаульська 2а).

. Нерухомість Каміннів є найдорожчою у Дніпрі.
Елітні житлові комлекси Каміннь:
- «Амстердам» (вулиця Архітектора Дольника, 15), 2005 рік; тут мешкають міський голова Дніпра Борис Філатов, а також перший голова партії «Укроп» Геннадій Корбан.
- «Тераса» (Січеславська набережна, 53), 2006 рік,
- «Західна стіна» (вулиця Володимира Вернадського, 33),
- «Летуаль» (вулиця Володимира Вернадського, 35л),
- «Імперіал палас» (вулиця Володимира Вернадського, 35п),
- «Амфітеатр» (вулиця Володимира Вернадського, 35т).